# Trophée des champions de l'ICC
Pour les articles homonymes, voir Trophée des champions.
L'ICC Champions Trophy, littéralement Trophée des champions de l'ICC, est une compétition internationale de cricket. Créée en 1998 par l'International Cricket Council (ICC) sous le nom d'ICC KnockOut, elle se tient tous les deux ans. Comme la Coupe du monde de cricket, elle est disputée au format One-day International (ODI), mais compte moins de nations participantes.

## Trophée des Champions de l'ICC 2025
Le 16 novembre 2021, il a été annoncé que le Trophée des Champions de l'ICC 2025 se tiendra au Pakistan. Il est prévu qu'il se joue en février et mars 2025.
En décembre 2024, en raison de tensions politiques, l'Inde a refusé de jouer ses matchs au Pakistan lors du Trophée des Champions de l'ICC 2025. En conséquence, le Conseil International de Cricket a programmé les matchs de groupe de l'Inde ainsi que sa demi-finale potentielle à Dubaï, avec la finale également déplacée à Dubaï si l'Inde se qualifie,,.

## Palmarès
| Année | Pays hôte(s)                 | Vainqueur et score                                                             | Finaliste et score                                                             |
| ----- | ---------------------------- | ------------------------------------------------------------------------------ | ------------------------------------------------------------------------------ |
| 1998  | Bangladesh                   | Afrique du Sud (260/5, 50 overs)                                               | Indes occidentales (258/7, 50 overs)                                           |
| 2000  | Kenya                        | Nouvelle-Zélande (265/6, 49.4 overs)                                           | Inde (264/6, 50 overs)                                                         |
| 2002  | Sri Lanka                    | Inde et Sri Lanka (finale annulée après deux tentatives arrêtées par la pluie) | Inde et Sri Lanka (finale annulée après deux tentatives arrêtées par la pluie) |
| 2004  | Angleterre                   | Indes occidentales (218/8, 48.5 overs)                                         | Angleterre (217, 49.4 overs)                                                   |
| 2006  | Inde                         | Australie (116/2, 28.1 overs, méthode D/L)                                     | Indes occidentales (138, 30.4 overs)                                           |
| 2009  | Afrique du Sud               | Australie (206/4, 45.2 overs)                                                  | Nouvelle-Zélande (200/9, 50 overs)                                             |
| 2013  | Angleterre et Pays de Galles | Inde (129/7, 20 overs, méthode D/L)                                            | Angleterre (124/8, 20 overs)                                                   |
| 2017  | Angleterre et Pays de Galles | Pakistan (338/4, 50 overs)                                                     | Inde (158, 30.3 overs)                                                         |